# Герб Камешково
Герб городского поселения «Город Ка́мешково» Камешковского района Владимирской области Российской Федерации.
Герб утверждён Решением Совета народных депутатов города Камешково № 168 от 28 августа 2009 года.
Герб внесён в Государственный геральдический регистр Российской Федерации под регистрационным номером 5733.

## Описание герба
«В поле пересечённом лазурью и зеленью — пояс, выложенный золотыми камнями разной формы с черными швами, вверху проросший тремя соснами того же металла с зелёной хвоей и золотыми же шишками: внизу пояс сопровождён двумя бобинами серебряных нитей на золотых основах».
Герб города Камешково, в соответствии с Законом Владимирской области от 6 сентября 1999 года N 44-ОЗ «О гербе Владимирской области» (Статья 6), может воспроизводиться в двух равнодопустимых версиях:
 — без вольной части;
 — с вольной частью — четырёхугольником, примыкающим изнутри к верхнему и правому краю герба города Камешково с воспроизведёнными в нем фигурами из герба Владимирской области.
Герб города Камешково в соответствии с Методическими рекомендациями по разработке и использованию официальных символов муниципальных образований (Раздел 2, Глава VIII, п.п. 45-46), утверждёнными Геральдическим советом при Президенте Российской Федерации 28.06.2006 года может воспроизводиться со статусной короной установленного образца для городских поселений.

## Описание символики
История города Камешково начинается в 1892 году, когда Иваново-вознесенские купцы Дербеневы приобрели пустошь Камешки для строительства здесь прядильно-ткацкой фабрики. Именно с этого момента начинается и развитие фабричного поселка, который в 1951 году по указу президиума Верховного Совета РСФСР получил статус города. История появления и развития города тесно связана с фабрикой, которая в гербе города символически отражена бобинами ниток.
Геральдическая фигура — пояс, сложенный из золотых камней указывает на название города, делая композицию герба гласной.
Сосны в гербе символизируют окружающую природу города. Сосны выходящие из каменного пояса символически показывает то, что первые улицы посёлка появились на месте соснового бора. Сосна традиционный символ долголетия, плодородия, крепости, упорства.
Зелёный цвет — символ природы, здоровья, молодости, жизненного роста.
Голубой цвет — символ чести, благородства, духовности, возвышенных устремлений.
Серебро — символ чистоты, совершенства, мира и взаимопонимания.
Золото — символ богатства, стабильности, уважения, интеллекта, жизненной силы.

## История герба

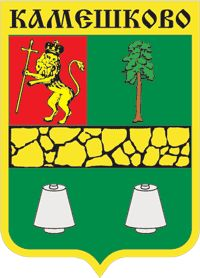
Герб Камешково (1996 год)

Ныне действующий герб Камешково разработан на основе ранее существовавшего герба, утверждённого решением Камешковского городского Совета народных депутатов № 51 от 28 июня 1996 года и упразднённого 5 июля 2002 года в связи с объединением города Камешково и Камешковского района.
На гербе 1996 года было изображено: на зелёном поле пояс из золотых камней, мурованых черными ивами. В верхней части слева (от щитодержателя) — сосна, в нижней — две серебряные бобины. В вольной части — герб Владимирской области — золотой лев в серебряной короне, держащий серебряный крест.
Ныне действующий герб Камешково был разработан при содействии Союза геральдистов России.
Авторская группа: идея герба — Константин Моченов (Химки), Валентин Поликарпов (Камешково); художник — Роберт Маланичев (Москва); компьютерный дизайн — Ольга Салова (Москва); обоснование символики — Кирилл Переходенко (Конаково).